# Katja Schuurman
Katja Schuurman (pron.: /ˈkɑtjaː ˈsxyːrmɑn/; Bunnik, 19 febbraio 1975) è un'attrice, conduttrice televisiva e - occasionalmente - cantante olandese.

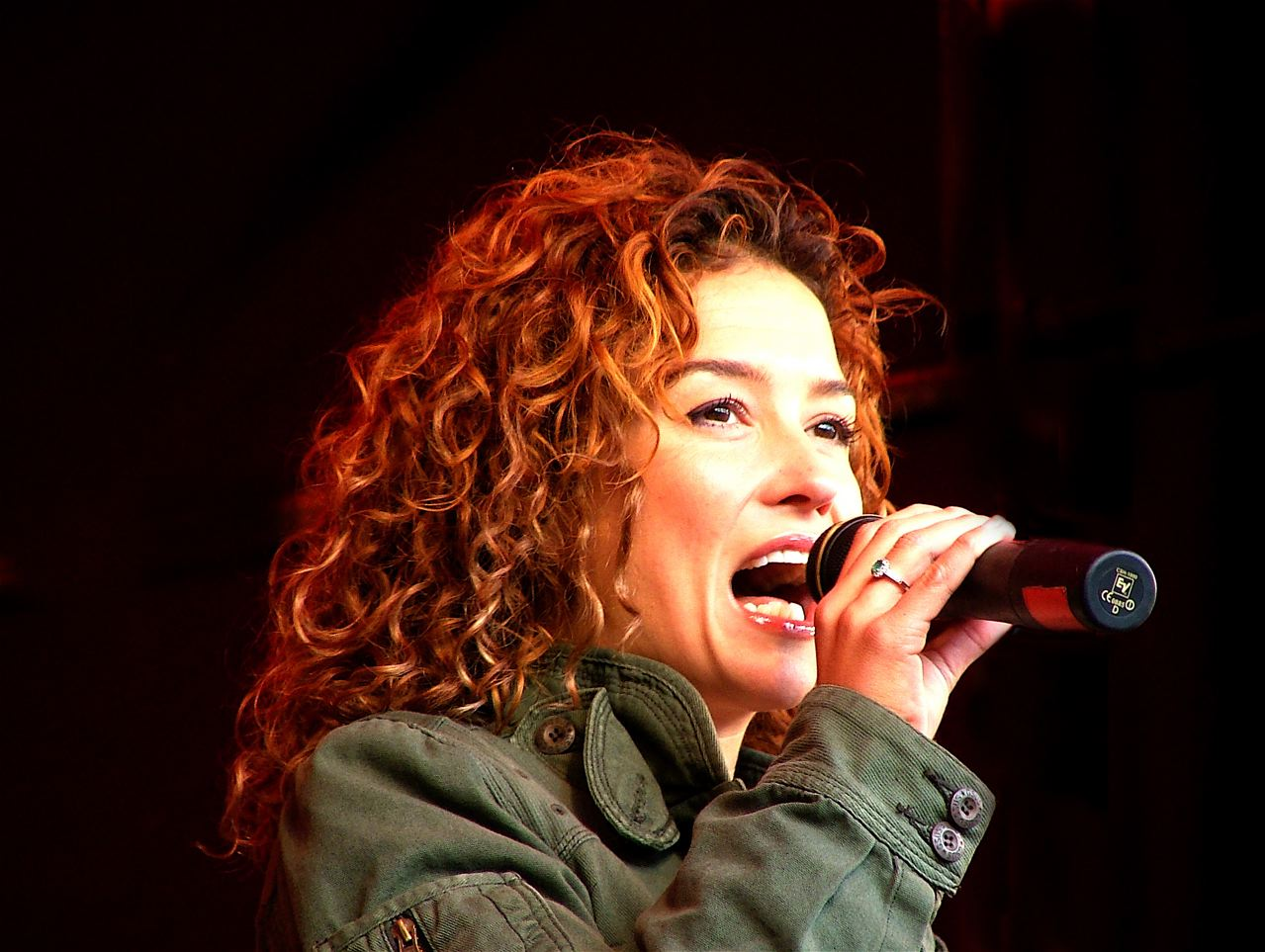
Katja Schuurman

Tra cinema e televisione, ha recitato sinora, a partire dall'inizio degli anni novanta in circa una trentina di diverse produzioni.

Tra i suoi ruoli più noti figurano quello di Jessica Hamsen nella soap opera Goede tijden,slechte tijden (1998) e quello di Stella Deporter nella serie televisiva S1ngle (2008-2010).
È la sorella dell'attrice Birgit Schuurman ed ex moglie dell'attore Thijs Römer.
È stata giudicata la donna più sexy dei Paesi Bassi nel 2001.

## Biografia

### Vita privata
Si è sposata l'8 agosto 2006 presso lo Château de Condé a Vallery (Francia) con l'attore Thijs Römer, dopo essersi fidanzata sei o sette mesi prima a Vladivostok. Dal matrimonio, è nata nell'aprile 2010 una bambina di nome Sammie.
Precedentemente, era stata legata nel 1998 con il produttore della soap opera Goede tijden,slechte tijden Gerd Jan van Dalen.

## Filmografia

### Cinema
- Poppycock (1995)
- De Zeemeerman (1996) - ruolo: Bea
- No Trains No Planes (1999) - Rietje
- Costa! (2001) - Frida
- Oesters van Nam Kee (2002) - Thera
- Le regole dell'attrazione (The Rules of Attraction, 2002)
- Interview, regia di Theo van Gogh (2003) - Katja
- Cool! (2004) - Mabel
- Interview, regia di Steve Buscemi (2007)
- Sextet (2007) - Pien
- Kapitein Rob en het Geheim van Professor Lupardi (2007) - Paula
- Het wapen van Geldrop (2008) - Joke
- Ver van familie (2008) - Denise
- All Stars 2: Old Stars (2011) - Nadja
- Black Out (2012) - Charity
- Ehi, sto crescendo (2023)

### Televisione

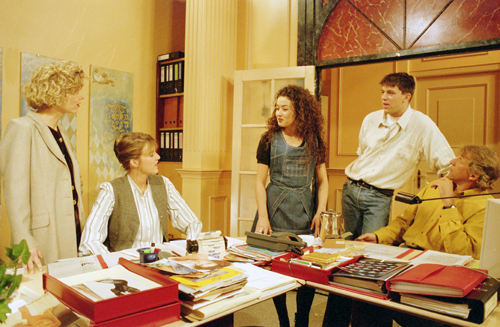
Katja Schuurman (terza da sinistra) assieme a Hilde de Mildt, Ingeborg Wieten, Bennie de Haan e Wim Zomer in una scena della soap opera Goede tijden, slechte tijden

- Uit de school geklapt - serie TV, 1 episodio (1993) - ruolo: Bianca
- Coverstory - serie TV, 2 episodio (1994) - ruolo: Nathalie
- Help - serie TV, 1 episodio (1994)
- Pittige tijden - serie TV, 2 episodi (1997-1999) - Jessica Hamsen
- Baantjer - serie TV, 1 episodio (1998) - Sandra Jochems
- Goede tijden, slechte tijden - soap opera, 25 episodi (1998) - Jessica Hamsen
- Westenwind - serie TV, 4 episodi (1999-2000) - Bob van den Burgh
- All Stars - De serie - serie TV, 25 episodi (2000-2001) - Nadja
- Zeus (2001) - Hedda
- Costa! - serie TV, 14 episodi (2001-2002)
- Baantjer - serie TV, 2 episodi (2002) - Anouk Veer
- Medea - miniserie TV, 6 episodi (2002) - Medea
- S1ngle - serie TV, 34 episodi (2008-2010) - Stella Deporter

## Programmi televisivi (Lista parziale)
- Pepernoten voor Sinterklaas (1995)
- De telebelshow (1996) - conduttrice
- Loverboy (2003)
- Try Before You Die (2005-2007)
- Ranking the Stars (2006-2007)
- De wereld draait door (2006-2011)
- De tafel van 5 (2009) - conduttrice

## Doppiaggi
- Minouche la gatta (Minoes, 2001) - sorella di Minoes

## Discografia

### Album
- Linda, Roos & Jessica (1996)

### Singoli
- Adernood (1995)
- Alles of niets (1996)
- Lange nacht (1996)
- Maar nu heb ik er eén (1996)
- Goeie dingen (1997)
- Total verkocht (1997)
- Wereldmeid (1997)
- Druppels (1998)
- 199X (1998)
- Spaceship (2000)
- Lover or Friend (2001)
- Ho Ho Ho (2005, con De Jeugd van Tegwenwoordig)

## Premi & riconoscimenti
- 2001: TV Babe of the Year[3]